# Paladu Mare, Vînohradiv
Paladu Mare (în ucraineană Велика Паладь, transliterat: Velîka Palad, în maghiară Nagypalád) este localitatea de reședință a comunei Paladu Mare din raionul Vînohradiv, regiunea Transcarpatia, Ucraina.

## Demografie
Componența lingvistică a localității Paladu Mare
     Maghiară (97,26%)
     Ucraineană (2,58%)
     Alte limbi (0,1%)
Conform recensământului din 2001, majoritatea populației localității Paladu Mare era vorbitoare de maghiară (97,26%), existând în minoritate și vorbitori de ucraineană (2,58%).